# Le Calvaire (film, 1914)
Pour plus de détails, voir Fiche technique et Distribution.
Le Calvaire est un film muet français réalisé par Louis Feuillade et sorti en 1914.

## Fiche technique
- Réalisation et dialogues : Louis Feuillade
- Décors : Robert-Jules Garnier
- Société de production : Société des Établissements L. Gaumont
- Format : Muet  - Noir et blanc - 1,33:1 - 35 mm
- Métrage : 859 m
- Date de sortie : 
  - France : mai 1914

## Distribution
- René Navarre : De Moranges
- Renée Carl : Mme De Moranges
- Fernand Herrmann : Hubert Frondier
- Musidora : la danseuse Bianca Flor, maîtresse de Frondier
- Camille Bert : Verrière
- Marthe Vinot

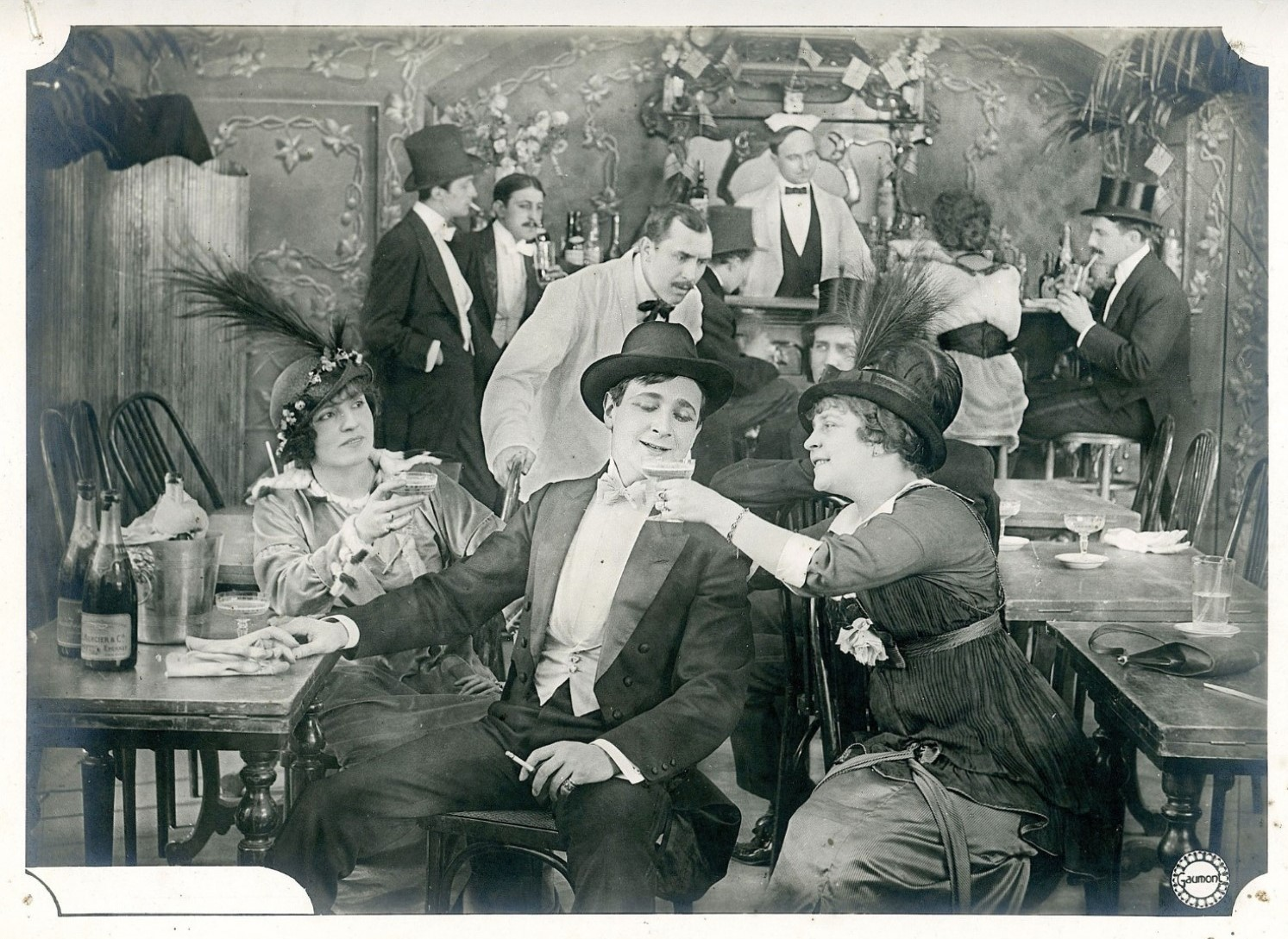
Hubert Frondier.
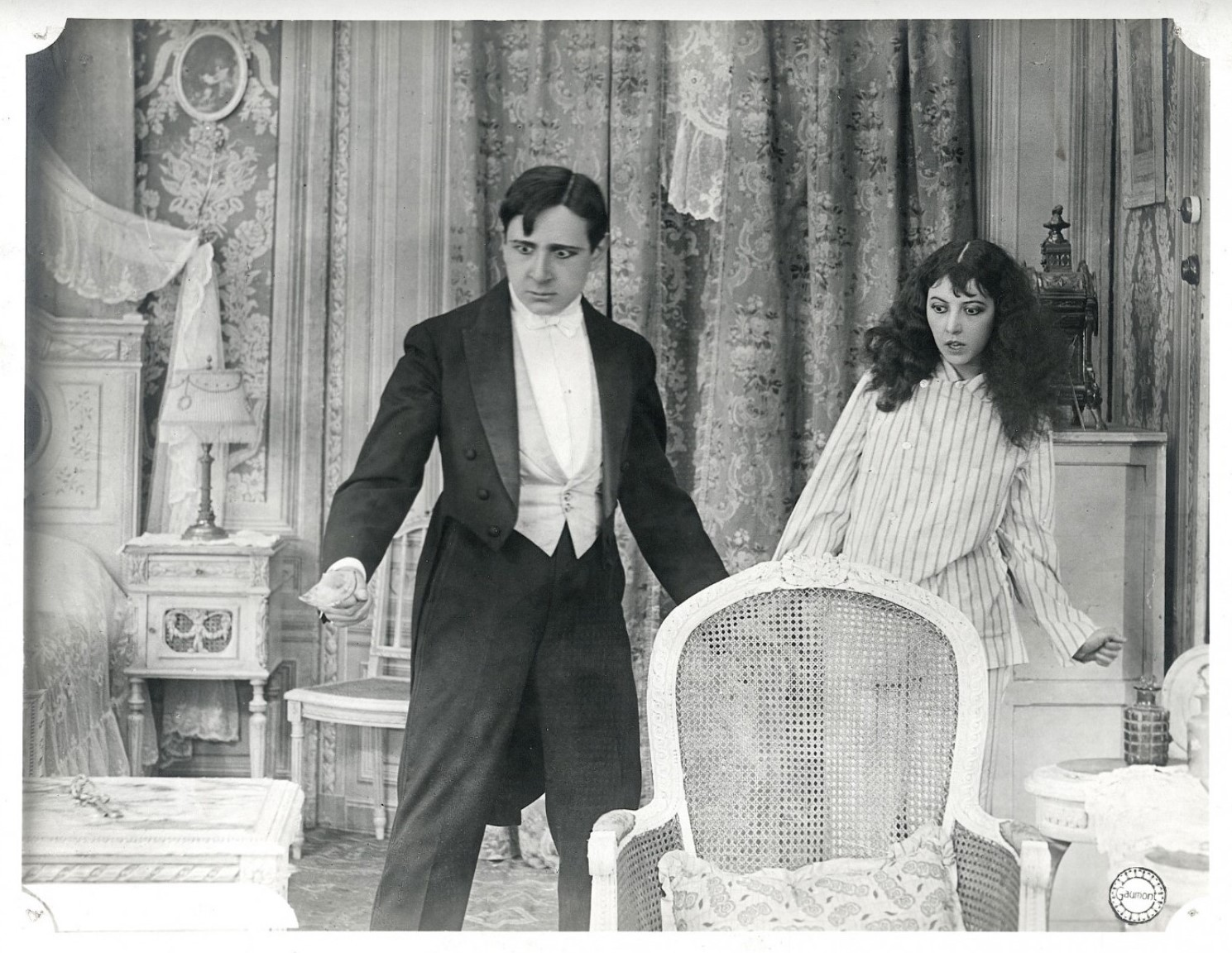
Frondier et Bianca Flor.
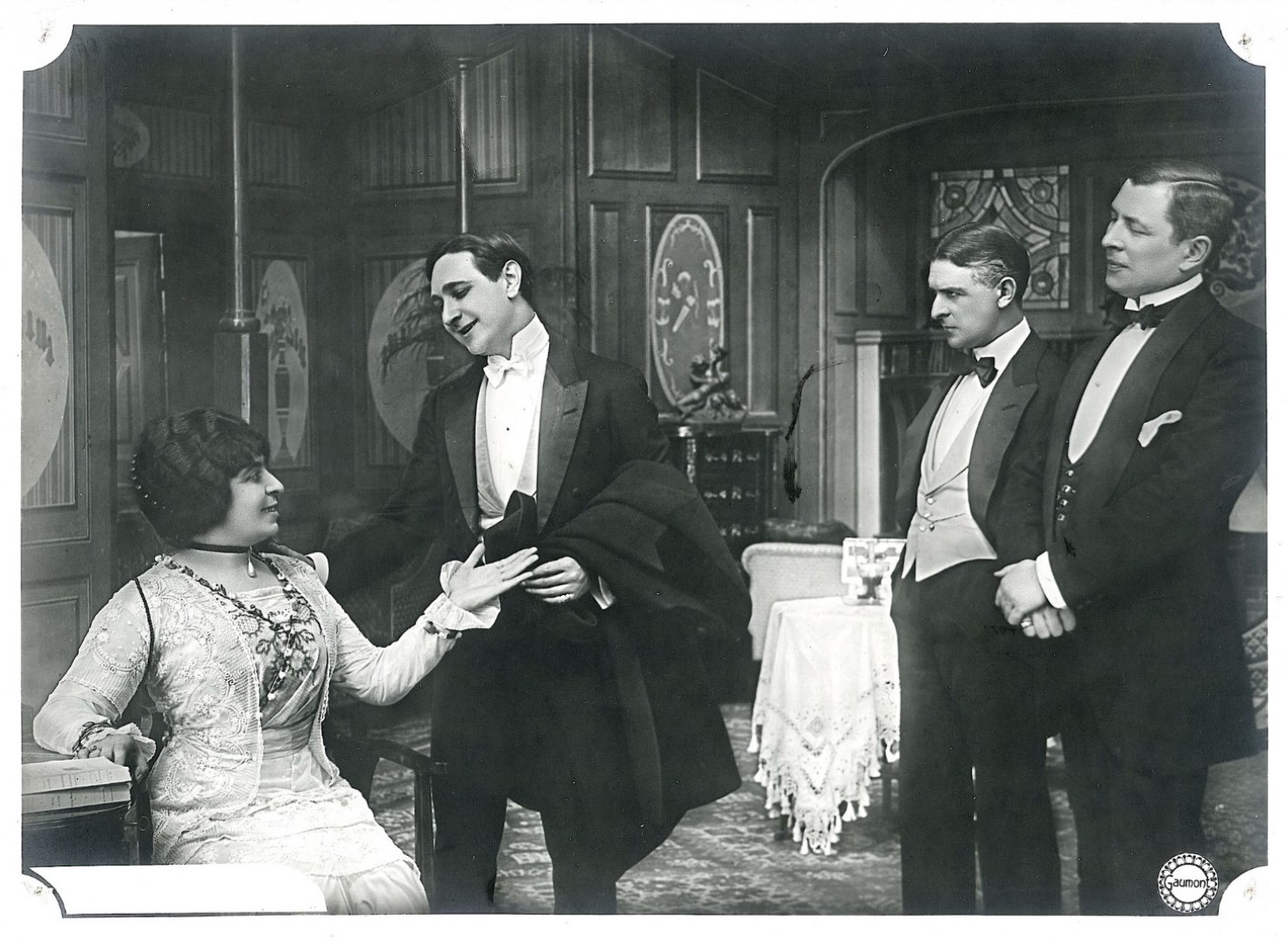
Mme De Moranges, Frondier, De Moranges et Verrière.
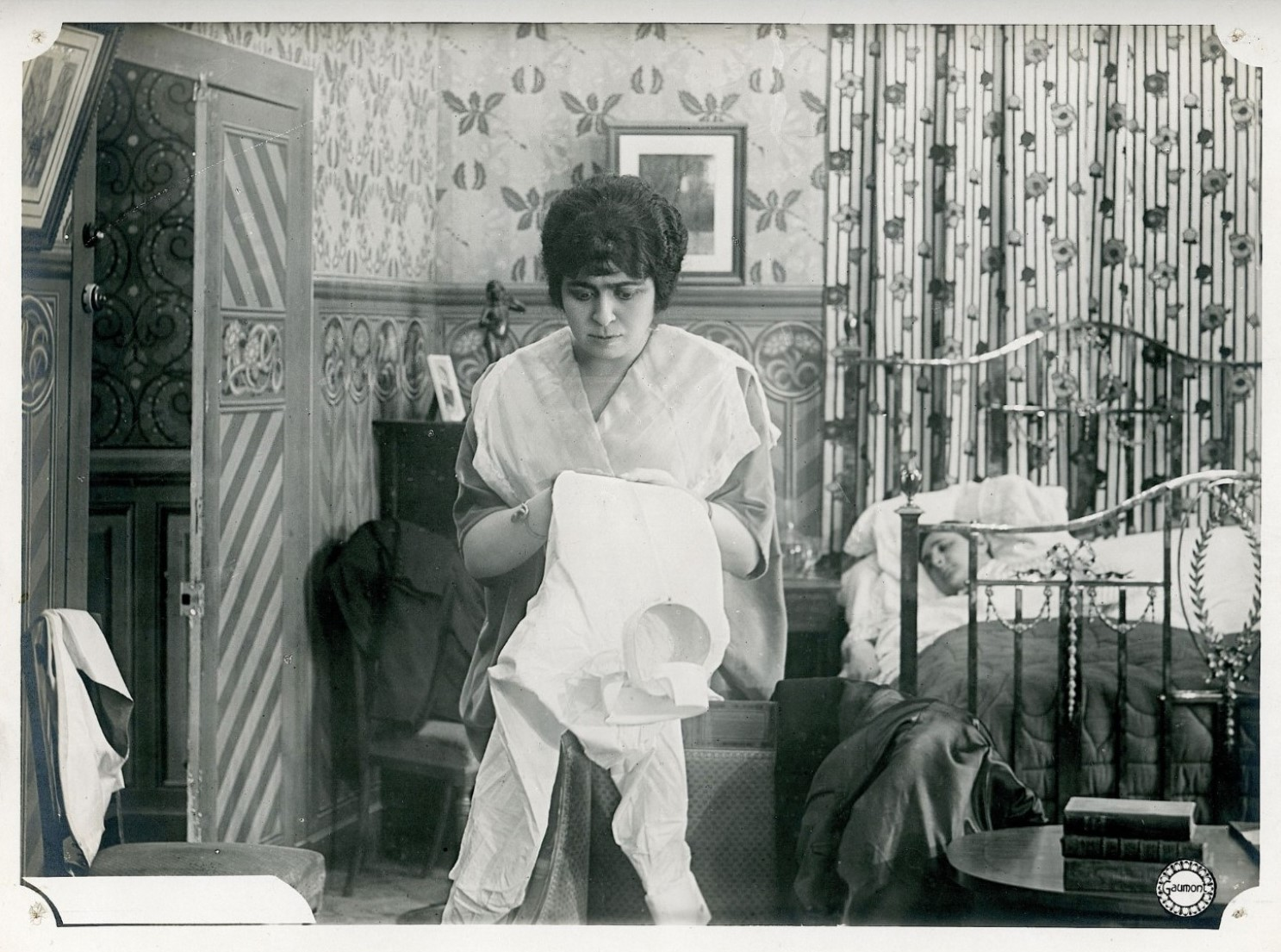
Mme De Moranges.